# Michał Daszek
Michał Daszek (ur. 27 czerwca 1992 w Tczewie) – polski piłkarz ręczny, występujący na pozycji prawoskrzydłowego, od 2014 r. zawodnik Wisły Płock. Reprezentant kraju, brązowy medalista mistrzostw świata w Katarze (2015), uczestnik igrzysk olimpijskich w Rio de Janeiro (2016). Najlepszy zawodnik i najlepszy skrzydłowy Superligi w sezonie 2018/19.

## Kariera klubowa
Wychowanek Sambora Tczew. Następnie uczeń i zawodnik SMS Gdańsk, w którego barwach rozegrał w I lidze 42 mecze, zdobywając 198 goli. W latach 2011–2014 był zawodnikiem MMTS Kwidzyn. W Superlidze zadebiutował 4 września 2011 w przegranym spotkaniu z Chrobrym Głogów (23:26), w którym zdobył 3 gole. W ciągu trzech sezonów rozegrał w najwyższej polskiej klasie rozgrywkowej w barwach MMTS-u 86 meczów, w których rzucił 267 bramek.
W 2014 r. został zawodnikiem Wisły Płock. W sezonie 2014/15 rozegrał w Superlidze 30 meczów i zdobył 124 gole, zaś w Lidze Mistrzów, w której zadebiutował 27 września 2014 w wygranym spotkaniu z Beşiktaşem (28:19), wystąpił 12 razy i rzucił 14 bramek. W sezonie 2015/16, w którym rozegrał 30 meczów i zdobył 130 goli, był najlepszym strzelcem Wisły w Superlidze. Ponadto w Lidze Mistrzów wystąpił w 16 spotkaniach, w których rzucił 35 bramek. W sezonie 2016/17 rozegrał w Superlidze 32 mecze i zdobył 98 goli, a ponadto wystąpił w 14 spotkaniach Ligi Mistrzów, w których rzucił 28 bramek. W sezonie 2017/18, w którym rozegrał 30 meczów i zdobył 112 goli, otrzymał nominację do nagrody dla najlepszego skrzydłowego Superligi. W sezonie 2017/18 zagrał też w 11 spotkaniach Ligi Mistrzów, w których rzucił 41 bramek. W sezonie 2018/19, w którym rozegrał 28 meczów i zdobył 169 goli, zajął 3. miejsce w klasyfikacji najlepszych strzelców Superligi, a ponadto został wybrany najlepszym zawodnikiem i najlepszym skrzydłowym polskiej ligi. W sezonie 2018/19 był ponadto najlepszym strzelcem Wisły Płock w Lidze Mistrzów – w 14 spotkaniach rzucił 60 bramek.

## Kariera reprezentacyjna
W 2010 r. uczestniczył w mistrzostwach Europy U-18 w Czarnogórze, podczas których rozegrał siedem meczów i zdobył 44 gole, co dało mu 9. miejsce w klasyfikacji najlepszych strzelców turnieju. W 2011 wziął udział w otwartych mistrzostwach Europy juniorów w Szwecji – w przegranym meczu o 5. miejsce z Norwegią (23:27) zdobył jedną bramkę. W 2012 wystąpił na mistrzostwach Europy U-20 w Turcji, podczas których zagrał w siedmiu spotkaniach i rzucił 19 goli.
W reprezentacji Polski zadebiutował 4 kwietnia 2013 w przegranym meczu ze Szwecją (21:28). Dwie pierwsze bramki w barwach narodowych rzucił w rozegranym trzy dni później spotkaniu rewanżowym ze Szwecją (22:18). W 2015 r. zdobył brązowy medal podczas mistrzostw świata w Katarze. W turnieju tym wystąpił we wszystkich dziewięciu meczach, rzucając 18 bramek. W styczniu 2016 uczestniczył w mistrzostwach Europy w Polsce, w których rozegrał siedem meczów i zdobył 15 goli. W sierpniu 2016 wziął udział w igrzyskach olimpijskich w Rio de Janeiro (4. miejsce) – wystąpił w ośmiu spotkaniach, zdobywając 33 gole. W 2017 uczestniczył w mistrzostwach świata we Francji, w których był najlepszym strzelcem polskiej reprezentacji – w siedmiu meczach rzucił 26 bramek.

## Sukcesy
Reprezentacja Polski
- 3. miejsce mistrzostw świata: 2015

Indywidualne
- Najlepszy zawodnik Superligi: 2018/2019[5] (Wisła Płock)
- Najlepszy skrzydłowy Superligi: 2018/2019[5] (Wisła Płock)
- 3. miejsce w klasyfikacji najlepszych strzelców Superligi: 2018/2019 (169 bramek; Wisła Płock)[4]

Odznaczenia
- Srebrny Krzyż Zasługi (2015)[14]

## Statystyki

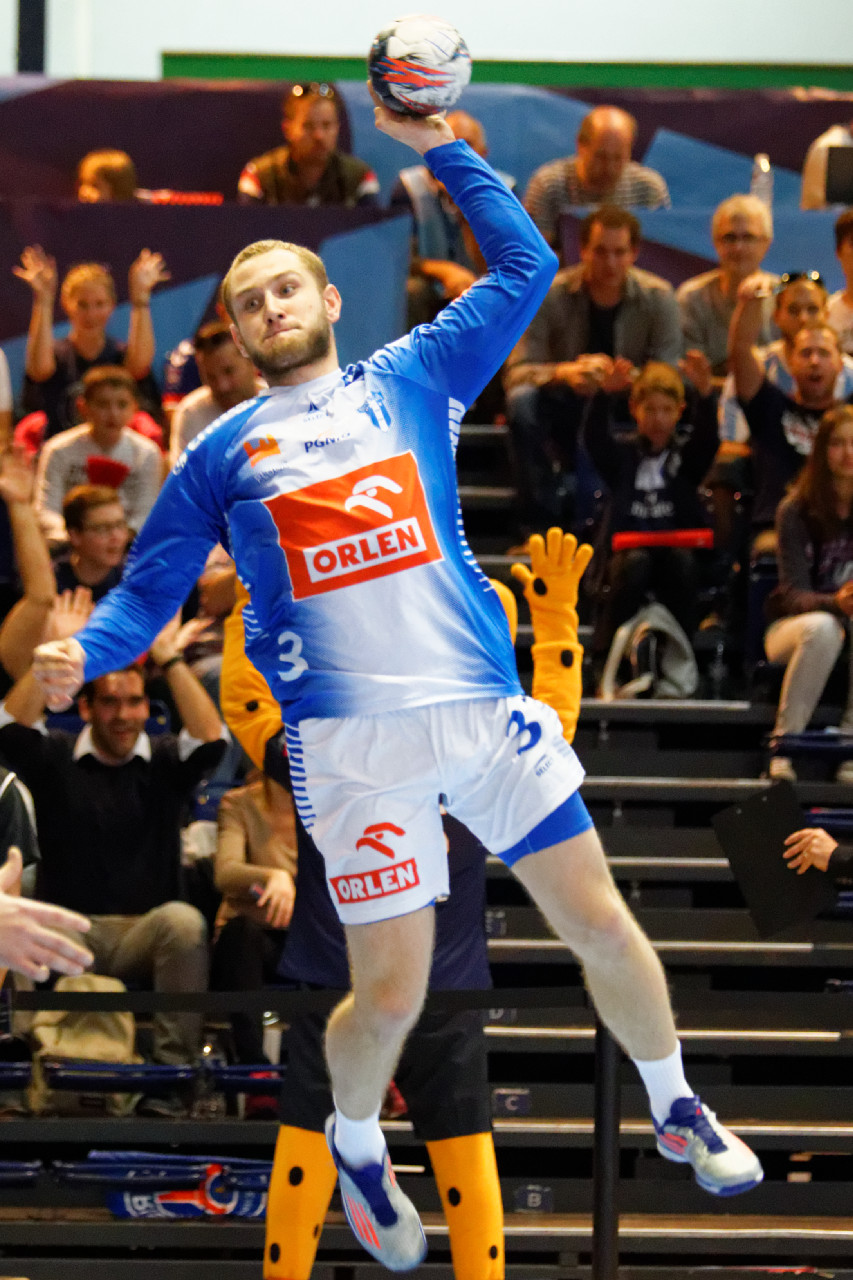
Michał Daszek oddaje rzut w meczu Ligi Mistrzów z francuskim PSG (2015)

| Klub                            | Sezon     | Liga      | Liga | Liga | Liga |    | Puchar Polski | Puchar Polski | Puchar Polski |     | Liga Mistrzów | Liga Mistrzów | Liga Mistrzów |     | Razem | Razem | Razem |
| Klub                            | Sezon     | Liga      | M    | B    | Śr.  | M  | B             | Śr.           | M             | B   | Śr.           | M             | B             | Śr. |       |       |       |
| ------------------------------- | --------- | --------- | ---- | ---- | ---- | -- | ------------- | ------------- | ------------- | --- | ------------- | ------------- | ------------- | --- | ----- | ----- | ----- |
| SMS Gdańsk                      | 2009/2010 | I liga    | 21   | 85   | 4    | –  | –             | –             | –             | –   | –             | 21            | 85            | 4   |       |       |       |
| SMS Gdańsk                      | 2010/2011 | I liga    | 21   | 113  | 5,4  | –  | –             | –             | –             | –   | –             | 21            | 113           | 5,4 |       |       |       |
| SMS Gdańsk                      | Razem     | Razem     | 42   | 198  | 4,7  | –  | –             | –             | –             | –   | –             | 42            | 198           | 4,7 |       |       |       |
| MMTS Kwidzyn                    | 2011/2012 | Superliga | 28   | 67   | 2,4  | 5  | 13            | 2,6           | –             | –   | –             | 33            | 80            | 2,4 |       |       |       |
| MMTS Kwidzyn                    | 2012/2013 | Superliga | 30   | 118  | 3,9  | 2  | 8             | 4             | –             | –   | –             | 32            | 126           | 3,9 |       |       |       |
| MMTS Kwidzyn                    | 2013/2014 | Superliga | 28   | 82   | 2,9  | 3  | 6             | 2             | –             | –   | –             | 31            | 88            | 2,8 |       |       |       |
| MMTS Kwidzyn                    | Razem     | Razem     | 86   | 267  | 3,1  | 10 | 27            | 2,7           | –             | –   | –             | 96            | 294           | 3,1 |       |       |       |
| Wisła Płock                     | 2014/2015 | Superliga | 30   | 124  | 4,1  | 5  | 22            | 4,4           | 12            | 14  | 1,2           | 47            | 160           | 3,4 |       |       |       |
| Wisła Płock                     | 2015/2016 | Superliga | 30   | 130  | 4,3  | 5  | 17            | 3,4           | 16            | 35  | 2,2           | 51            | 182           | 3,6 |       |       |       |
| Wisła Płock                     | 2016/2017 | Superliga | 32   | 98   | 3,1  | 5  | 10            | 2             | 14            | 28  | 2             | 51            | 136           | 2,7 |       |       |       |
| Wisła Płock                     | 2017/2018 | Superliga | 30   | 112  | 3,7  | 2  | 8             | 4             | 11            | 41  | 3,7           | 43            | 161           | 3,7 |       |       |       |
| Wisła Płock                     | 2018/2019 | Superliga | 28   | 169  | 6    | 2  | 19            | 9,5           | 14            | 60  | 4,3           | 44            | 248           | 5,6 |       |       |       |
| Wisła Płock                     | Razem     | Razem     | 150  | 633  | 4,2  | 19 | 76            | 4             | 67            | 178 | 2,7           | 236           | 887           | 3,8 |       |       |       |
| Stan na koniec sezonu 2018/2019 |           |           |      |      |      |    |               |               |               |     |               |               |               |     |       |       |       |